# 法務大臣 (イギリス)
法務大臣（ほうむだいじん、英語: Secretary of State for Justice）は、イギリスの司法省の長である。
2007年に憲法問題担当大臣の職務を引き継いで発足した。発足以来、大法官との兼任となっている。
刑務所に関する業務、保護観察に関する業務、イギリスと王室属領の関係を所掌する。

## 歴代の法務大臣
| 氏名                | 氏名                       | 任期           | 任期           | 政党 | 政党   | 内閣                |
| ------------------- | -------------------------- | -------------- | -------------- | ---- | ------ | ------------------- |
|                     | チャールズ・ファルコナー   | 2007年5月9日   | 2007年6月28日  |      | 労働党 | 第3次ブレア改造内閣 |
|                     | ジャック・ストロー         | 2007年6月28日  | 2010年5月6日   |      | 労働党 | ブラウン内閣        |
|                     | ケネス・クラーク           | 2010年5月12日  | 2012年9月6日   |      | 保守党 | 第1次キャメロン内閣 |
|                     | クリス・グレイリング       | 2012年9月6日   | 2015年5月8日   |      | 保守党 | 第1次キャメロン内閣 |
|                     | マイケル・ゴーヴ           | 2015年5月8日   | 2016年7月14日  |      | 保守党 | 第2次キャメロン内閣 |
|                     | リズ・トラス               | 2016年7月14日  | 2017年6月11日  |      | 保守党 | 第1次メイ内閣       |
|                     | デイヴィッド・リディントン | 2017年6月11日  | 2018年1月8日   |      | 保守党 | 第2次メイ内閣       |
|                     | デイヴィッド・ゴーク       | 2018年1月8日   | 2019年7月24日  |      | 保守党 | 第2次メイ内閣       |
|                     | ロバート・バックランド     | 2019年7月24日  | 2021年9月15日  |      | 保守党 | 第1次ジョンソン内閣 |
| 第2次ジョンソン内閣 | ロバート・バックランド     | 2019年7月24日  | 2021年9月15日  |      | 保守党 |                     |
|                     | ドミニク・ラーブ           | 2021年9月15日  | 2022年9月6日   |      | 保守党 |                     |
|                     | ブランドン・ルイス         | 2022年9月6日   | 2022年10月25日 |      | 保守党 | トラス内閣          |
|                     | ドミニク・ラーブ           | 2022年10月25日 | 2023年4月21日  |      | 保守党 | スナク内閣          |
|                     | アレックス・チョーク       | 2023年4月21日  | 2024年7月5日   |      | 保守党 | スナク内閣          |
|                     | シャバナ・マフムード       | 2024年7月5日   | 現職           |      | 労働党 | スターマー内閣      |